# Nouhoum Kobéna
Nouhoum Kobéna (Parakou, 5 de janeiro de 1985), é um futebolista beninense que atua como meia. Atualmente, joga pelo KooTeePee da Finlândia.

## Carreira
Nouhoum Kobéna começou sua carreira no Energie FC e assinou em 2005 com o AS Bamako, para a disputa do Campeonato Maliano de Futebol e aonde também foi campeão da Copa Maliana. Depois de dois anos no AS Bamako ingressou no inverno de 2007 na Liga, no time rival o Djoliba AC, quando conquistou o seu primeiro título nacional.

## Títulos
Bamako
- Copa de Mali: 2005

Djoliba
- Campeonato Maliano: 2008